# Estudi de cas
L'estudi de cas o anàlisi de cas és un instrument o mètode de recerca amb origen en la recerca mèdica i psicològica i que ha estat utilitzat en la sociologia per autors com Herbert Spencer, Max Weber, Robert Merton i Immanuel Wallerstein. Es segueix utilitzant en àrees de ciències socials com a mètode d'avaluació qualitativa. El psicòleg educatiu Robert I. Stake és pioner en la seva aplicació a l'avaluació educativa.
Els estudis de casos inclouen una varietat de grups de pressió com a moviments de pau, moviments socials, drets de les dones, exiliats, tractats internacionals i grups extremistes de dreta. Els assumptes que s'aborden inclouen la relació dels espais públics i privats en el context de l'activitat política, la interrelació entre canvi social i canvi dins de la família, així com la relació entre generacions en termes de polítiques i de processos que ofereixen la motivació perquè un individu participi en moviments socials. Aquesta tècnica intenta contribuir al canvi de paradigma en la recerca dels moviments socials.
Segons Daniel Diaz (1978), és un “examen complet o intens d'una faceta, una qüestió o potser els esdeveniments que tenen lloc en un marc geogràfic al llarg del temps”. Uns altres com Mcdonald i Walker (1977) parlen d'un examen d'un cas en acció. Molts altres ho defineixen també, però tots coincideixen que és una recerca processal, sistemàtica i profunda d'un cas en concret.
Un cas pot ser una persona, organització, programa d'ensenyament, un esdeveniment, etc. En educació, pot ser un alumne, professor, aula, claustre, programació, col·legi…
Destaquem a Merrian (1988), qui defineix l'estudi de cas com a particularista, descriptiu, heurístic i inductiu. És molt útil per estudiar problemes pràctics o situacions determinades. Al final de l'estudi de cas trobarem el registre del cas, on s'exposa aquest de forma descriptiva, amb quadres, imatges, recursos narratius, etc.
Alguns consideren l'estudi de cas com un mètode, i uns altres com un disseny de la recerca qualitativa. Com diu Yin (1993), l'estudi de cas no té especificitat, podent ser utilitzat en qualsevol disciplina per donar resposta a preguntes de la recerca per la qual s'utilitzi.
L'estudi de cas compta amb diferents categories: crònic, descriptiu, pedagògic, i per contrastar una teoria segons l'objectiu de la recerca i els tipus de l'estudi de cas: factual, interpretatiu i avaluatiu. També descara la classificació de Stake (1994), en estudis de cas intrínsecs (per comprendre millor el cas), instrumentals (per aprofundir un tema o afirmar una teoria) i col·lectius (l'interès radica en la indagació d'un fenomen, població… s'estudien diversos casos).
Són moltes les classificacions d'estudi de cas. Destaca també la de Yin (1993). Segons aquest, trobem l'estudi de cas únic, que se centra en un sol cas, justificant les causes de l'estudi, de caràcter crític i únic, donada la peculiaritat del subjecte i objecte d'estudi, que fa que l'estudi sigui irrepetible, i el seu caràcter revelador, doncs permet mostrar a la comunitat científica un estudi que no hagués estat possible conèixer d'una altra forma. També trobem l'estudi de cas múltiple, on s'usen diversos casos alhora per estudiar i descriure una realitat. Ara, ja sigui l'estudi de cas únic o múltiple, a més pot tenir una o més unitats d'anàlisi, considerant la realitat que s'estudia de forma global o en subunitats d'estudi, independentment de si es tracta d'un o més casos.
Quant als objectius de l'estudi de cas, tracta:
- Produir un raonament inductiu. A partir de l'estudi, l'observació i recol·lecció de dades estableix hipòtesis o teories.
- Pot produir nous coneixements al lector, o confirmar teories que ja se sabien.
- Fer una crònica, un registre del que va succeint al llarg de l'estudi.
- Descriure situacions o fets concrets
- Proporcionar ajuda, coneixement o instrucció al cas estudiat
- Comprovar o contrastar fenòmens, situacions o fets.
- Pretén elaborar hipòtesi
- És a dir, l'estudi de cas pretén explorar, descriure, explicar, avaluar i/o transformar.

Per a la selecció d'un cas, pot atendre's al caràcter representatiu d'un cas concret, encara que la intenció de l'estudi de cas no sigui precisament la de generalitzar dades (pot ser que la intenció sigui transformar aquesta realitat, i no generalitzar a altres casos).

## Identificació del problema a investigar
Per a Yin (1994: 20) els interrogants de recerca o preguntes d'estudi, són el primer element del disseny de qualsevol recerca. Aquests interrogants identifiquen el problema central de la recerca i indiquen quina metodologia de recerca serà la més adequada. Segons aquest autor els interrogants "com" i "per què" són els més indicats per a una metodologia d'estudi de cas.
Stake (1975) proposa identificar allò que constitueix un cas analitzant si el fenomen susceptible d'estudi és un sistema integrat i relativament independent del seu entorn. D'altra banda, quan Merriam (1988) analitza els factors a tenir en compte per aplicar una metodologia d'estudi de cas, ressalta la importància que el focus de la recerca sigui un sistema integrat, com una persona, un procés, una institució o un grup social.
Yin (1994) proposa sofisticar el disseny de recerca aplicant diferents unitats d'anàlisis sobre el mateix cas. Segons aquest autor les unitats d'anàlisis permeten definir què és el cas. Quan l'estudi de cas es realitza sobre un objecte concret, per exemple una persona (pacients, líders, estudiants...), la unitat d'anàlisi està molt clara perquè és el propi objecte investigat. En canvi, en estudis de cas sobre fenòmens o esdeveniments més complexos de definir, és necessari considerar una o diverses unitats d'anàlisis que permetin fer un pas més en la concreció de la recerca. Les unitats d'anàlisis permeten definir els límits del cas per diferenciar-los del seu context i orientin l'elaboració dels resultats establint els límits de l'argumentació.
Per tant, sintetitzant aquestes aportacions, els interrogants "com" i "per què" permeten concretar el problema inicial d'una recerca d'estudi de cas on serà necessari identificar un sistema integrat que constituirà el fenomen objecto d'estudi. Una recerca d'estudi de cas, segons el disseny de Yin (1994), conté una fase on s'enuncien proposicions o hipòtesis de recerca (study's propositions). Es tracta d'afirmacions sobre el problema identificat a partir de les bases teòriques de la recerca. La seva funció és encaminar la recerca en l'adreça correcta mostrant allò que és necessari observar per obtenir evidències i evitar "recollir-ho tot".
L'anàlisi de les dades no es produeix mai a partir del buit. És necessari un marc teòric on situar les hipòtesis provisionals de solució del problema detectat o, com a mínim, algunes pressuposicions sobre com tractar-ho. Tal com hem indicat, la teoria té un paper essencial en el desenvolupament de les recerques d'estudi de cas per contrastar una teoria o per desenvolupar una nova (Reigeluth i Frick, 1999: 638; Merriam, 1988: 58), ja sigui en un domini amb una sòlida base teòrica o amb relació a un tema amb pocs coneixements establerts.
En qualsevol d'aquestes circumstàncies el procediment és el mateix: comparar les dades recollides amb les implicacions que es dedueixen de la teoria. La recerca dependrà més de la deducció si la base teòrica disponible està prou desenvolupada.
Stake (1995), en canvi, proposa aplicar un disseny de recerca menys estructurat i molt més inductiu utilitzant una estructura conceptual per temes que estarà present en les quatre fases d'un disseny clàssic ajudant a concretar els problemes, guiant la recol·lecció de dades i proposant solucions.
Inicialment s'identifiquen 10 o 12 temes que poden prendre la forma d'afirmacions, preguntes, relacions de causa i efecte o simplement possibles problemes. Aquesta llista inicial compleix la funció de concretar el problema a estudiar, però ràpidament quedarà reduïda a dos o tres ítems que "ajudaran a estructurar les observacions, les entrevistes i la revisió de documents" (Stake, 1995: 29)
Conforme la recerca avança, els temes que inicialment van ser proposats de forma provisional, complint la mateixa funció que les hipòtesis, van agafant forma i a poc a poc es van convertint en proposicions d'una teoria que, en funció de cada recerca, tindrà un determinat abast.
Stake (1995) utilitza un disseny alternatiu de la recerca d'estudi de cas en el qual la fase d'establiment d'hipòtesi o solucions provisionals està fortament integrada amb la fase anterior (concreció del problema) i les posteriors (recol·lecció i anàlisi de dades) per mitjà d'una estructura conceptual per temes que van evolucionant i canviant en la seva formulació i funció.
Així i tot, la fase d'establiment de solucions provisionals és l'element central sigui el que sigui l'orientació del disseny de la recerca. Aquesta fase facilita la posterior evolució de la recerca orientant la recol·lecció de dades i marcant les pautes en la seva anàlisi. No obstant això, l'establiment de solucions provisionals està condicionada pel grau de desenvolupament teòric de l'àrea de coneixement implicada i pels objectius finals de la recerca.
Les hipòtesis, proposicions teòriques o solucions provisionals podran recolzar-se més o menys a la base teòrica de la recerca en funció del seu grau de desenvolupament. Així, en àrees de coneixement amb teories sòlides podran realitzar-se estudis de cas per contrastar, aclarir, redefinir o ampliar aquesta teoria. En canvi, en dominis on el desenvolupament sigui encara incipient serà necessari crear la teoria.
D'altra banda, hi ha diferents objectius que es poden aconseguir amb una recerca d'estudi de cas: oferir explicacions o interpretacions sobre el fenomen investigat, simplement fer una descripció, explorar les seves característiques i funcionament o fer una avaluació (Merriam, 1988: 28-29; Yin 1994: 38). La formulació de les solucions provisionals i el seu paper canviarà en funció d'aquests objectius.
En les recerques explicatives és necessària una base teòrica sòlida que permeti derivar solucions provisionals per al problema que s'ha plantejat. Els resultats d'aquest tipus de recerques permetran contrastar la teoria i afegir noves proves de la seva adequació als fets o, al contrari, posar-la en qüestió.
El paper de les hipòtesis o solucions provisionals en recerques descriptives és pràcticament nul, ja que l'objectiu no és donar una solució sinó presentar una narració detallada de les característiques i funcionament del fenomen investigat, deixant para posteriors estudis la generació d'hipòtesi per contrastar la teoria (Merriam, 1988: 28-29).
Els estudis de cas exploratoris parteixen d'àrees de coneixement poc desenvolupades, en les quals s'han de crear noves teories i on la recerca ha d'avançar de forma inductiva generant hipòtesi que posteriors estudis intentaran confirmar (Merriam, 1988: 13). Malgrat aquestes circumstàncies, també són necessàries les hipòtesis, per molt temptatives o provisionals que siguin, per aconseguir una possible solució al problema detectat.
Finalment, una recerca avaluativa conté descripció, explicació i judici. Per tant, la funció de les hipòtesis en aquestes recerques serà la mateixa que en els estudis explicatius.
En resum, el disseny d'una recerca d'estudi de cas gira al voltant de la fase d'establiment d'hipòtesis o solucions provisionals. En aquesta fase es formulen afirmacions sobre el problema plantejat amb la funció de guiar la recerca en l'adreça correcta. Aquesta fase està condicionada pel grau de desenvolupament teòric de l'àrea de coneixement implicada i pels objectius finals de la recerca.

## Recol·lecció de dades
Els mètodes més utilitzats per a la recol·lecció de dades en les recerques qualitatives en general, i l'estudi de cas en particular, són l'observació, l'entrevista i l'anàlisi de documents.

Yin (1994) estableix fins a sis mètodes d'obtenció de dades o "fonts d'evidències", com ell ho denomina: documentació, documents d'arxiu, entrevistes, observació directa, observació participant i objectes físics. Així i tot, es poden resumir en els tres tipus abans apuntats posat que els documents d'arxiu, els objectes físics, els papers personals i les fotografies es poden considerar dins de l'apartat de documents.

## Anàlisi de dades i interpretació dels resultats
Ying (1994) proposa que és necessari especificar prèviament al desenvolupament de la recerca com es relacionaran les dades obtingudes amb les proposicions o hipòtesis definides ("the logic linking the data to the propositions") i quins criteris seran utilitzats per interpretar els resultats ("the criteria for interpreting the findings")
Englobant aquests components Yin (1994) proposa definir un marc teòric preliminar sobre el problema estudiat a partir dels coneixements previs disponibles en la bibliografia científica. És necessari fer aquesta definició teòrica abans d'iniciar la recol·lecció de dades perquè ajudarà en el disseny de la recerca i en la interpretació dels resultats.
També serà necessari definir aquest marc teòric en els estudis de cas sobre dominis o temes on els coneixements científics siguin poc sòlids o inexistents i s'opti per dur a terme un estudi de cas exploratori.

## Mètodes de recerca

### Història de casos
Els estudis de cas es basen en la recopilació d'informació detallada sobre el mateix individu o grup al llarg d'un temps considerable; el material prové principalment d'entrevistes, observacions directes i altres eines descriptives. Generalment és utilitzat en els ambients de salut mental. Entre els seus avantatges trobem que proporcionen més informació sobre processos íntims i complexos que qualsevol altre mètode i possibiliten formular idees sobre el desenvolupament durant el cicle vital; entre les seves deficiències trobem el que els seus resultats són poc generalitzables i és difícil aconseguir l'objectivitat.

### Dispositius d'avaluació
S'utilitzen dispositius d'avaluació quan es desitja recollir dades de difícil obtenció mitjançant l'observació. Existeixen tres grans tipus de dispositius: qüestionaris, entrevistes i proves.

### Qüestionaris
Els qüestionaris consisteixen en formes que contenen gran quantitat de preguntes que poden ser respostes ràpidament.
Constitueixen una forma de recopilar gran quantitat d'informació d'una quantitat considerable d'individus gastant poc temps i diners, però tenen el defecte que els resultats no són sempre precisos (la gent pot falsejar els resultats) i és gairebé impossible determinar si la mostra utilitzada és representativa de la població, també pot presentar-se una delimitació del problema de resultats i així poder generar preguntes de tipus textual

### Entrevistes
Consisteixen en la recopilació cara a cara d'auto-informes. Existeixen tres grans tipus d'entrevistes: estructurades, on es presenten preguntes definides a les quals s'espera que tots responguin – fins i tot poden aparèixer les respostes -; entrevistes semi-estructurades, on només estan definides les àrees globals a abordar i, finalment, les entrevistes obertes, en les quals l'entrevistador construeix les preguntes que siguin necessàries per explorar els temes a investigar.
Entre els avantatges de les entrevistes, trobem que elles permeten recaptar més informació que els qüestionaris i permeten obtenir millors mostres, ja que la gent no sol refusar realitzar una entrevista. Entre els desavantatges, trobem que són relativament costoses, ja que requereixen temps i personal qualificat, i presenten els mateixos problemes dels qüestionaris referent a la veracitat dels auto-informes.

### Proves psicològiques
Les proves són qüestionaris el contingut dels quals ha estat validat mitjançant diverses tècniques d'estandardització. El resultat que llança una prova ens permet comparar a un individu pel que fa a la resta de la població.
Entre els avantatges de la proves trobem, si aquesta està ben construïda i aplicada, la confiança que ens donen els seus resultats. Entre els seus desavantatges, trobem el que algunes requereixen personal entrenat i que la seva validesa depengui de si està adaptada a la població a la qual se li va a aplicar.

### Observació de camp o natural
Consisteix en l'observació de la conducta humana en l'ambient natural on ells es desenvolupen. Es realitza un registre meticulós de les observacions, que poden consistir en enregistraments, registres escrits o descripcions de l'observat.

### Observació no restringida v/s observació restringida
L'observació no restringida en l'observació dels fenòmens conductuals de manera lliure. Aquest tipus d'observació ens permet descobrir certes pautes en el comportament de les persones, la qual cosa pot portar a la formulació de preguntes i hipòtesis, les quals podrien ser respostes per altres mètodes de recerca.
Observació restringida és aquell tipus d'observació en la qual s'han definit operacionalment les variables a observar i es procedeix al seu registre exhaustiu, sense preocupar-se d'altres factors. Aquest tipus d'observació permet obtenir resultats més exactes que l'observació lliure, però té el risc que a vegades es perdin de vista altres variables que podrien ser importants.

### Observació participativa
Observació participativa és aquella que l'investigador participa de les activitats que està investigant. Si són acceptats dins del grup, és poc probable que la seva presència generi incomoditat i deformi la conducta a estudiar.

### Observació reactiva v/s observació no reactiva
Observació reactiva és aquella en què les persones saben que estan sent estudiades per l'investigador. És recomanable en aquells casos on cal la participació activa de les persones en el projecte.
Observació no reactiva és aquella en què les persones no saben que estan sent estudiades, ja sigui perquè l'investigador es troba ocult o, si és una observació participativa, oculta la seva identitat. Té l'avantatge que les conductes dels individus no es veuen afectades per la consciència de ser observats, però té el problema ètic del desconeixement de les persones de la seva condició d'estudiats.

### Observació amb intervenció
Hi ha situacions en les quals l'investigador desitja conèixer les reaccions de la gent davant un determinat fet en el seu ambient natural. Para això, l'investigador pot "crear" una situació determinada (per exemple. pot contractar a una persona perquè simuli haver estat atropellada i observar les reaccions de la gent). En general, aquest tipus d'observacions tracta de ser no reactiva.

### Estratègia correlativa
Encara que hi ha casos en què no es pot determinar les relacions causa efecte entre dos fenòmens a través d'un experiment, es pot establir el grau de relació que existeix entre elles a través de les tècniques de correlació.
A grans trets, els procediments correlatius es basen en el mesurament de dos o més variables, per després establir, a partir de determinades proves matemàtiques, el grau de correlació de les variables. El coeficient de correlació és llavors un índex que ens permet determinar en quin grau un canvi en el valor d'una de les variables influirà en l'altre o altres; el signe del coeficient ens dirà si la relació és directa (valor positiu) o inversa (valor negatiu) entre les variables, mentre que el valor absolut (que va entre 0 i 1) ens adonarà de la força de la correlació.

### Mètode experimental
Els experiments són l'única forma de determinar causalitat. A grans trets, consisteix a manipular una determinada situació (la variable independent) i observar quins canvis es produeixen en determinats comportaments de la gent, els quals constituirien la variable depenent.
En general, un estudi experimental compta amb dos grups: el grup experimental i el grup control. Aquests dos grups serien iguals en tots els aspectes, menys en l'exposició a la variable independent; amb això es busca eliminar l'efecte de les variables intervinents o estranyes a l'experiment. Si el grup experimental presenta una diferència significativa en el nivell de la variable depenent en relació al grup control, es podria assumir que el tractament és causa del canvi.
Si bé els experiments ens permeten establir relacions de causa-efecte, tenen el problema de la dubtosa generalització que es pot fer dels seus resultats a la vida real, on no es presenten tan especials característiques situacionals d'un experiment.